# Babenhausen (Bielefeld)
Babenhausen ist ein Stadtteil der kreisfreien Stadt Bielefeld in Nordrhein-Westfalen und gehört zum Stadtbezirk Dornberg. Bis zur Eingemeindung zum 1. Januar 1973 war Babenhausen eine Gemeinde im Amt Dornberg des Kreises Bielefeld.

## Geografie
Die Stadt Bielefeld ist unterhalb der zehn Bezirke nicht weiter in administrative oder politische Einheiten gegliedert. Stadtteile sind in Bielefeld daher nur informelle Teilgebiete, deren Abgrenzung sich meist auf das Gebiet einer Altgemeinde bezieht. Zu statistischen Zwecken ist Bielefeld jedoch in 72 statistische Bezirke eingeteilt. Der informelle Stadtteil Babenhausen entspricht in etwa den statistischen Bezirken 42 Babenhausen-Ost und 43 Babenhausen.
Babenhausen grenzt an die Bielefelder Stadtbezirke Jöllenbeck und Schildesche sowie an die Ortsteile Großdornberg und Niederdornberg-Deppendorf aus dem Stadtbezirk Dornberg. Fließgewässer in Babenhausen sind der Johannisbach und der Babenhausener Bach.

## Geschichte
Für die erste Erwähnung Babenhausens gibt es in der Geschichte zwei unterschiedliche Vermutungen: In einem Tauschvertrag vom 19. April 974 wird erstmals der Name Pavenhusen genannt. Am 26. März 1252 ist in einem Lehnsvertrag von Pavenhosen die Rede. Seit dem 13. Jahrhundert wurden in Lehnsregistern Höfe auf dem heutigen Gebiet von Babenhausen verzeichnet.
Vom Mittelalter bis zur Franzosenzeit war Babenhausen eine Bauerschaft im Kirchspiel Dornberg in der Grafschaft Ravensberg. Das Kirchspiel Dornberg gehörte im Amt Sparrenberg zunächst zur Vogtei Brackwede und seit 1692 zur Vogtei Werther. 1739 erhielten alle Dornberger Bauernhöfe Steuer- und Hausnummern, die nach der Größe der Höfe vergeben wurden.
Von 1807 bis 1810 gehörte Babenhausen zum Kanton Werther im Distrikt Bielefeld des Königreichs Westphalen, das von Jérôme, dem Bruder Napoleons regiert wurde. 1811 änderte sich die Verwaltungsgliederung, da der Norden des Distrikts Bielefeld vom Königreich Westphalen nach Frankreich umgegliedert wurde. Babenhausen verblieb im Königreich Westphalen und gehörte nun zum Kanton Schildesche.
Nach der Napoleonischen Zeit gehörte Babenhausen seit 1816 zum Kreis Bielefeld. Im Rahmen der Einführung der neuen Westfälischen Landgemeindeordnung wurde 1843 das Amt Dornberg gegründet und 1845 wurde Babenhausen als eine der fünf Gemeinden des Amtes konstituiert.
Am 1. Oktober 1930 fiel der nördliche Teil der Gemeinde Gellershagen an Babenhausen, wodurch sich Fläche und Bevölkerungszahl der Gemeinde deutlich vergrößerten. Nach 1945 wurden die alten Hausnummern durch straßenbezogene Nummern ersetzt.
In den 1950er-Jahren begann in den an die Stadt Bielefeld grenzenden Gebieten von Babenhausen eine rege Neubautätigkeit. Am 31. Dezember 1961 wurde das an der Dürerstraße gelegene Wohngebiet Babenhausen-West  von Babenhausen in die Stadt Bielefeld umgegliedert. Durch das Gesetz zur Neugliederung des Raumes Bielefeld wurde die Gemeinde Babenhausen am 1. Januar 1973 nach Bielefeld eingemeindet und ist seitdem Teil des Stadtbezirks Dornberg. Babenhausen-West kam ebenfalls zum Stadtbezirk Dornberg.

### Einwohnerentwicklung

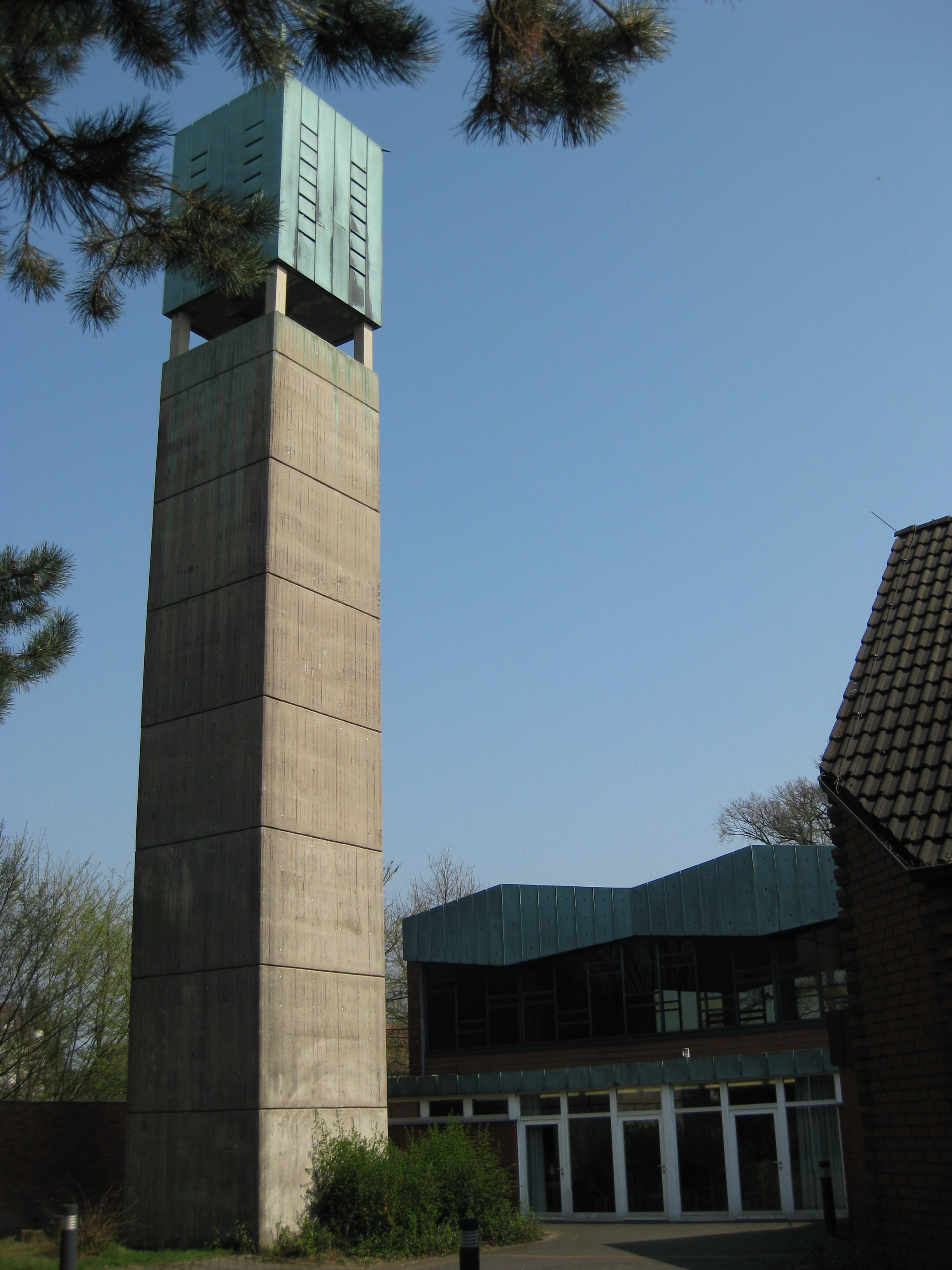
Andreaskirche Babenhausen

| Jahr | Einwohner | Quelle |
| ---- | --------- | ------ |
| 1799 | 0298      | [ 10 ] |
| 1812 | 0560      | [ 11 ] |
| 1822 | 0322      | [ 12 ] |
| 1843 | 0552      | [ 13 ] |
| 1864 | 0566      | [ 14 ] |
| 1885 | 0547      | [ 15 ] |
| 1910 | 0518      | [ 16 ] |
| 1925 | 0534      | [ 17 ] |
| 1933 | 0940      | [ 17 ] |
| 1950 | 1435      | [ 18 ] |
| 1961 | 1418      | [ 18 ] |
| 1966 | 2274      | [ 19 ] |
| 1970 | 2392      | [ 18 ] |
| 1974 | 2659      | [ 20 ] |
| 2008 | 4751      | [ 21 ] |
| 2014 | 4778      | [ 22 ] |
| 2019 | 5144      | [ 23 ] |
| 2022 | 5598      | [ 24 ] |
| 2024 | 5972      | [ 25 ] |

## Gebäude und Einrichtungen
Zu Babenhausen gehört unter anderem die evangelische Andreaskirche aus dem Jahr 1967, der evangelische Kindergarten Babenhausen und die Grundschule Babenhausen. Babenhausen besitzt mit dem SC Babenhausen einen eigenen Sportklub, zu dem auch eine Fußballabteilung gehört. Mit der Löschabteilung Babenhausen besitzt der Ort auch eine Freiwillige Feuerwehr.

## Verkehr
Die wichtigste Straßenverbindung von Babenhausen in die Bielefelder Innenstadt führt über die Babenhauser Straße (L779), die in die Jöllenbecker Straße einmündet. Anwohner sowie Politiker kritisieren seit 2010 die gefährliche Verkehrssituation in Höhe der Grundschule Babenhausen. Da die Babenhauser Straße offiziell außerhalb geschlossener Ortschaft liegt, ist der Landesbetrieb Straßen NRW für die Regulierung des Verkehrs zuständig.
Im öffentlichen Nahverkehr wird der eigentliche Ort Babenhausen mit den Buslinien 57 und 58 erschlossen, die von der Endhaltestelle Babenhausen-Süd der Stadtbahn-Linie 3 durch Babenhausen und weitere Dornberger Ortsteile zur Endhaltestelle Lohmannshof der Stadtbahnlinie 4 führen. Die Endhaltestelle Babenhausen-Süd liegt trotz ihres Namens nicht in Babenhausen, sondern östlich an der Jöllenbecker Straße im Stadtbezirk Schildesche. Das südlich vom Ort Babenhausen gelegene und mit diesem weder baulich noch verkehrlich verbundene Wohngebiet Babenhausen-Ost um die Dürerstraße ist durch die Buslinien 25 und 26 direkt mit der Bielefelder Innenstadt verbunden. In absehbarer Zeit ist beabsichtigt, die Stadtbahn-Linie 4 hierhin zu verlängern.